# 필립 노이스
필립 노이스(Phillip Noyce, 1950년 4월 29일 ~ )는 오스트레일리아의 영화 감독, 프로듀서, 시나리오 작가다.

## 참여 작품

### 영화
- 라스트 지고로
- 죽음의 항해 (영화)
- 마검의 심판자
- 패트리어트 게임 (영화)
- 슬리버
- 긴급 명령 (영화)
- 세인트 (1997년 영화)
- 본 콜렉터
- 토끼 울타리
- 콰이어트 아메리칸 (2002년 영화)
- 캐치 어 파이어 (영화)
- 솔트 (영화)
- 더 기버: 기억전달자
- 패닉 런

### TV 시리즈
- 트루 콜링
- 브라더후드 (드라마)
- 리벤지 (드라마)
- 크라이시스 (드라마)
- 뿌리 (2016년 드라마)
- 더 레지던트 (드라마)
- 왓/이프